# Рената Катона
Рената Катона (угор. Renáta Katona, 17 листопада 1994) — угорська фехтувальниця на шаблях, чемпіонка світу.

## Виступи на Олімпіадах
| Олімпіада  | Дисципліна          | Місце |
| ---------- | ------------------- | ----- |
| Токіо 2020 | індивідуальна шабля | 32    |
| Токіо 2020 | командна шабля      | 8     |